# Doddamudigere, Magadi
Doddamudigere là một làng thuộc tehsil Magadi, huyện Ramanagara, bang Karnataka, Ấn Độ.